# Suomussalmi
Suomussalmi é um município da Finlândia e é localizado na província de Oulu e parte da região Kainuu. O município tem uma população de 10 248 (2004).